# Zwei Särge auf Bestellung
Zwei Särge auf Bestellung (Originaltitel: A ciascuno il suo) ist ein italienischer Kriminalfilm/Politthriller von Regisseur Elio Petri aus dem Jahr 1967 mit Gian Maria Volonté und Irene Papas in den Hauptrollen, nach der gleichnamigen Novelle von Leonardo Sciascia.

## Handlung
Die Morddrohungen gegen den örtlichen Apotheker Arturo Manno überraschen keinen seiner Freunde, da dieser als Casanova stadtbekannt ist. Wirklich ernst nehmen sie diese allerdings auch nicht, bis Manno, gemeinsam mit seinem Freund Dr. Antonio Roscio, bei der Jagd am frühen Morgen ermordet wird. Der Verdacht fällt auf den Vater und die zwei Brüder einer Minderjährigen, mit der Manno ein Verhältnis gehabt haben soll. Doch Professor Laurana, der zuvor einen der Erpresserbriefe gesehen hatte, glaubt nicht an die Schuld der Analphabeten aus einem heruntergekommenen Stadtteil, da die Buchstaben des Textes aus dem Osservatore Romano ausgeschnitten wurden – einer christlichen Zeitung, die nur wenige Abonnenten in dieser Gegend hat.
Er bittet den befreundeten Anwalt Rosello darum, sich um die Verhafteten zu kümmern, und beginnt eigene Nachforschungen, auch motiviert durch seine heimliche Liebe zu der Witwe eines der Ermordeten – Luisa Roscio. Seine Spur führt ihn nach Palermo, aber er merkt weder, dass Luisa Roscio seine Gefühle nicht erwidert, noch dass seine detektivischen Arbeiten bei Einigen auf Unverständnis stoßen. Die Abfuhr durch Luisa überlebt er nur kurz, denn er wird ermordet und seine Leiche verschwindet. Das Leben in seinem Heimatdorf geht unverändert weiter, getragen von der engen Verbindung zwischen Luisa Roscio und dem Anwalt Rosello.

## Hintergrund
Zwei Särge auf Bestellung (A ciascuno al suo) war der erste Film nach einem Roman von Leonardo Sciascia und spielt auf Sizilien, Sciascias Heimat. 1976 folgte noch eine weitere Zusammenarbeit zwischen Elio Petri und Leonardo Sciascia in Todo modo. Gemeinsam mit den Verfilmungen weiterer seiner Romane, Der Tag der Eule von Damiano Damiani 1968, dessen Buchvorlage noch vor A ciascuno al suo entstand, und Die Macht und ihr Preis von Francesco Rosi 1976, ergab sich ein komplexes Bild der politischen Situation Italiens in den 60er und 70er Jahren.

## Auszeichnungen
Internationale Filmfestspiele von Cannes 1967
- Auszeichnung für das beste Drehbuch
- Nominierung für die goldene Palme

Sindacato Nazionale Giornalisti Cinematografici Italiani 1968
- Auszeichnung (Silbernes Band) für den besten Hauptdarsteller, Gian Maria Volonté
- Auszeichnung (Silbernes Band) für den Regisseur Elio Petri
- Auszeichnung (Silbernes Band) für den besten Nebendarsteller, Gabriele Ferzetti
- Auszeichnung (Silbernes Band) für das beste Drehbuch